# Pieter Jansz. de Swart
Pieter Jansz. de Swart (circa 1536 – begraven Utrecht, 10 maart 1597) was een zestiende eeuwse Nederlands orgelbouwer.
De Swart leerde het werk in het atelier van Cornelis Geerts. Hij nam datzelfde atelier na de dood van Geerts over en voltooide in 1560 het orgel in de hofkapel te Den Haag. Alhoewel hij vele orgels bouwde in met name Gelderland, Noord-Holland en Utrecht waren er in 1980 nog slechts weinig door hem gebouwde orgels in originele staat. Hij bouwde niet alleen orgels, maar herstelde ook een flink aantal orgels nadat ze beschadigd waren tijdens de Beeldenstorm. De Algemene muziek encyclopedie wees als zijn belangrijkste werken aan het orgel in de Hooglandse Kerk te Leiden en dat van de Dom van Utrecht. De Swart werkte ook langdurig aan het orgel van de Nicolaïkerk; hij en compagnon Jan Jacobszn van Lin waren er minstens twee jaar mee bezig, terwijl er ook een steiger ingeschakeld moest worden. De Swart werkte jarenlang samen met andere orgelbouwers, maar ook bijvoorbeeld met Jan Pieterszoon Sweelinck en dan met name bij uitbreidingen van het orgel in de Oude Kerk in Amsterdam.
De Swarts zoon Dirk Petersz. De Swart zette het bouwbedrijf voort, maar liet het los na zijn benoeming tot scherprechter bij de Staten van Utrecht in 1620; hij overleed relatief snel daarna (1626).